# باشگاه فوتبال سایپا
باشگاه فوتبال سایپا تهران یک باشگاه فوتبال ایرانی است که در لیگ ایران بازی می‌کند. مالک باشگاه شرکت خودروسازی سایپا است و این باشگاه بخشی از باشگاه فرهنگی ورزشی سایپا می‌باشد. این تیم پس سالها حضور در بالاترین سطح فوتبال کشور یعنی در لیگ ایران، در فصل 1400  به لیگ آزادگان سقوط کرد. از مهم‌ترین افتخارات باشگاه فوتبال سایپا می‌توان به ۳ قهرمانی لیگ فوتبال ایران، ۱ قهرمانی جام حذفی فوتبال ایران، ۱ قهرمانی سوپر جام تهران و همچنین یک عنوان چهارمی لیگ قهرمانان آسیا اشاره کرد.

## پیشینه
در سال ۱۳۶۷ گروه خودروسازی سایپا تصمیم به تشکیل یک تیم فوتبال گرفت و با خرید امتیاز یک تیم از دسته چهارم تهران به نام شهید عباسی کار خود را شروع کرد. مسئولین وقت تیم اعتقاد به رشد و ترقی داشتند، بنا بر این کار خود را از رده‌های پایین شروع کردند.
یک سال بعد سایپا به لیگ دسته سوم و در سال ۱۳۷۰ نیز به لیگ دسته دوم تهران راه یافت ولی نتوانست به دسته اول صعود کند. اما انحلال تیم کشتی‌رانی صعود کرده به دسته اول باعث شد تا تیم نارنجی پوش سایپا سال ۱۳۷۱ را در دسته یک سپری کند. سایپا قهرمان دسته اول تهران شد و با قهرمانی در سوپر جام تهران جواز صعود به لیگ را به دست آورد.
در فصل ۱۳۷۲ سایپا با استفاده از ضعف حریفان در میان تعجب همگان قهرمان لیگ شد و در همان سال نیز جام حذفی را به خانه بردند. این برای اولین بار در تاریخ فوتبال ایران بود که یک تیم فاتح هر دو جام کشور می‌شد. سال بعد در مسابقات قهرمانی آسیا، در دور اول حذف شد اما قهرمانی خود را در لیگ تکرار کرد.
در فصل ۱۳۷۴ در باشگاه دو دستگی ایجاد شد و این اختلافات باعث جدایی مدیر و سر مربی موفق این تیم یعنی دادرس و ذوالفقار نسب شد. این در حالی بود که سایپا در جام باشگاه‌های آسیا به جمع چهار تیم راه یافته بود اما در لیگ داخلی در رده‌های پایین دست و پا می‌زد. سرانجام سایپا در جام باشگاه‌های آسیا چهارم شد و در لیگ داخلی نیز به دسته دوم سقوط کرد. در فصل ۷۵ با تیمی جدید به دسته اول بازگشت اما در پایان فصل ۱۴۰۰_۱۳۹۹ با کسب تنها ۲۶ امتیاز از ۳۰ بازی به واسطه تفاضل گل کمتر از باشگاه فوتبال ذوب‌آهن به همراه باشگاه فوتبال ماشین‌سازی تبریز به دسته یک سقوط کرد. درفصل ۸۲–۸۱ در لیگ برتر سیزدهم، در ۸۳–۸۲ ششم و در ۸۴–۸۳ نیز سیزدهم شدند و در فصل ۸۶–۸۵ قهرمان لیگ برتر فوتبال ایران شد. رنگ لباس باشگاه پیراهن نارنجی، شورت نارنجی و جوراب نارنجی است.

## ورزشگاه خانگی

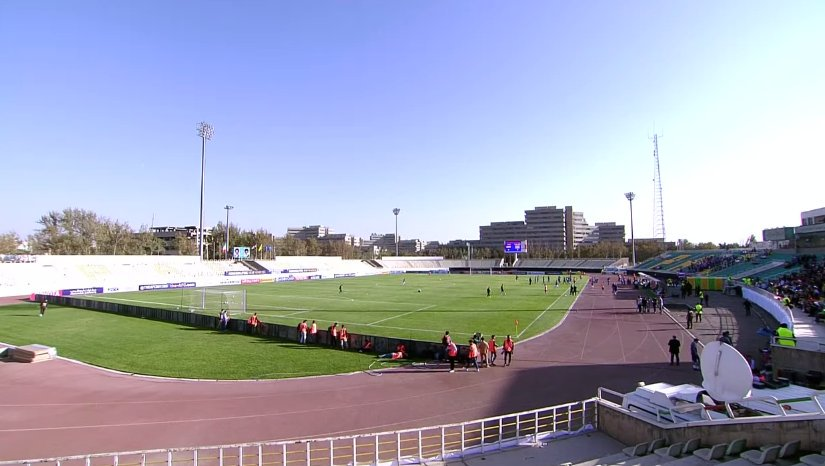
ورزشگاه شهید دستگردی، ورزشگاه خانگی سایپا

باشگاه سایپا در تهران تأسیس شد سالها اول در دسته‌ها پایین در ورزشگاه آزادی بازی ها خود را برگزار میکرد.  سپس در دهه هفتاد به شهر کرج آمد که با استقبال مردم کرج روبرو شد ساپیا از یکی پر هوادار ترین باشگاه ها ایران بود ابتدا در ورزشگاه ورزشگاه شهید شریعتی کرج بازی‌ها خود را برگزار می‌کرد.
با ساخت ورزشگاه انقلاب کرج، ورزشگاه خانگی تیم سایپا در لیگ برتر ایران به این ورزشگاه انتقال یافت. باشگاه فوتبال سایپا در سال ۱۳۸۶ در این ورزشگاه با برد ۲ بر صفر برابر تیم مس کرمان، با حضور هواداران قهرمان لیگ برتر شد. در سال ۱۳۹۴ این تیم به تهران انتقال یافت مسئولین خبر از برگزاری بازی‌های خانگی این تیم در ورزشگاه دستگردی واقع در شهرک اکباتان دادند.

## بازیکنان

### بازیکنان کنونی
| شماره |       | پست   | بازیکن            |
| ----- | ----- | ----- | ----------------- |
| ۲     | ایران | مدافع | معین قربانی       |
| ۵     | ایران | مدافع | علیرضا خوشکفا     |
| ۱۰    | ایران | مهاجم | پیمان میری        |
| ۱۲    | ایران | هافبک | عرفان بحری        |
| ۱۳    | ایران | مدافع | مجید قشقایی       |
| ۱۶    | ایران | مهاجم | محمدحسین علیپور   |
| ۲۰    | ایران | هافبک | فردین نجفی        |
| ۲۱    | ایران | مهاجم | امیرحسین یحیی‌زاده |
| ۲۸    | ایران | هافبک | امیرحسین امانی‌پور |
| ۳۵    | ایران | مهاجم | ابوالفضل کرم‌اللهی |
| ۶۶    | ایران | هافبک | علی دهقان         |
| ۷۷    | ایران | مهاجم | علی زارع          |

| شماره |       | پست       | بازیکن           |
| ----- | ----- | --------- | ---------------- |
|       | ایران | مهاجم     | سامان مهرابی‌زاده |
|       | ایران | مدافع     | علی حدادی‌فر      |
|       | ایران | مدافع     | محمد ستاری       |
|       | ایران | دروازه‌بان | مسلم حق‌شناس      |
|       | ایران | مدافع     | حسام پورهاشم     |
|       | ایران | دروازه‌بان | حسن پورحمیدی     |
|       | ایران | مدافع     | مهدی عبدی        |
|       | ایران | هافبک     | حمید گلزاری      |
|       | ایران | مهاجم     | شهرام سالاری     |
|       | ایران | مهاجم     | محمد چهارمحالی   |
|       | ایران | هافبک     | وحید عسگرپور     |
|       | ایران | دفاع      | عارف سیفی        |

### بازیکنان خارجی
| ردیف | نام            | کشور             | پست       | دوران بازی | بازی | گل |
| ---- | -------------- | ---------------- | --------- | ---------- | ---- | -- |
| ۱    | سنان قربان‌اف   | جمهوری آذربایجان | مهاجم     | ۱۳۸۱–۱۳۸۲  | ؟    | ؟  |
| ۴    | آدریانو آلوز   | برزیل            | مهاجم     | ۱۳۸۶–۱۳۸۷  | ۲۵   | ۵  |
| ۲    | الو ترائوره    | مالی             | مدافع     | ۱۳۸۶–۱۳۸۷  | ۳۰   | ۱  |
| ۳    | عیسی ترائوره   | مالی             | هافبک     | ۱۳۸۶–۱۳۸۷  | ۴۲   | ۱۲ |
| ۵    | هملت مخیتاریان | ارمنستان         | هافبک     | ۱۳۸۷–۱۳۸۸  | ؟    | ؟  |
| ۶    | مارسیو آلمائو  | برزیل            | مدافع     | ۱۳۹۰–۱۳۹۱  | ۱۰   | ۰  |
| ۷    | ژونیور         | برزیل            | هافبک     | ۱۳۹۱–۱۳۹۲  | ۲۳   | ۸  |
| ۸    | کوسمین وانچا   | رومانی           | مهاجم     | ۱۳۹۲       | ۱    | ۰  |
| ۹    | راتکو دویکوویچ | بوسنی و هرزگوین  | دروازه‌بان | ۱۳۹۴–۱۳۹۵  | ۱۰   | ۰  |
| ۱۰   | بوگدان میلیچ   | مونته‌نگرو        | مهاجم     | ۱۳۹۵       | ۹    | ۵  |
| ۱۱   | جونیور لوپز    | برزیل            | مدافع     | ۱۳۹۵–۱۳۹۶  | ۱۳   | ۰  |
| ۱۲   | آلساندرو       | برزیل            | دروازه‌بان | ۱۳۹۵–۱۳۹۶  | ۹    | ۰  |
| ۱۳   | ساموئل سارفو   | غنا              | هافبک     | ۱۳۹۶–۱۳۹۷  | ۳۱   | ۰  |
| ۱۴   | آلویس نانگ     | کامرون           | مهاجم     | ۱۳۹۶       | ۳    | ۰  |

- بازیکنانی که نامشان پررنگ نوشته شده، حداقل در یکی از رده‌های ملی کشورشان حضور داشته‌اند.

## افتخارات

### مقام‌های رسمی
- لیگ برتر ایران

 قهرمان (۳): ۱۳۷۲، ۱۳۷۳، ۱۳۸۶–۱۳۸۵
- جام حذفی ایران

 قهرمان (۱): ۱۳۷۲
- سوپر جام تهران

 قهرمان (۱): ۱۳۷۱

### قاره‌ای
- لیگ قهرمانان آسیا

چهارم (۱): ۱۹۹۵

### مقام غیررسمی
- جام شهدا

 قهرمان (۱): ۱۳۹۸

## دوگانه
سایپا در سال ۱۳۷۲ با کسب قهرمانی در لیگ و جام حذفی ایران موفق به کسب دوگانه شد. سایپا تنها به این دلیل که در آن دوران سوپر جام فوتبال ایران برگزار نمی‌شد از کسب افتخار سه‌گانه محروم ماند.

## حضور در آسیا
تیم سایپا تنها چهار بار در رقابت‌های جام باشگاه‌های آسیا/لیگ قهرمانان آسیا حضور داشته‌است و بهترین عملکرد این تیم در آسیا یک مقام چهارمی در جام باشگاه‌های آسیا ۱۹۹۵ بوده‌است. سایپا در سال ۲۰۱۹ با شکست در پلی‌آف مقابل الریان قطر از رسیدن به دور گروهی لیگ قهرمانان آسیا بازمانده بود.
| فصل     | مسابقه       | نتیجه           | بازی | برد | مساوی | باخت | زده | خورده |
| ------- | ------------ | --------------- | ---- | --- | ----- | ---- | --- | ----- |
| ۹۵–۱۹۹۴ | جام باشگاه‌ها | مرحله دوم       | ۲    | ۰   | ۲     | ۰    | ۳   | ۳     |
| ۱۹۹۵    | جام باشگاه‌ها | چهارم           | ۷    | ۳   | ۲     | ۲    | ۶   | ۵     |
| ۲۰۰۸    | لیگ قهرمانان | یک چهارم پایانی | ۸    | ۳   | ۴     | ۱    | ۱۰  | ۱۰    |
| ۲۰۱۹    | لیگ قهرمانان | پلی‌آف           | ۲    | ۱   | ۰     | ۱    | ۵   | ۳     |